# Henry Wyn
Henry (även Henri) Wyn, född 1910, död okänt år, var en belgisk kompositör och pianist.
Wyn komponerade bland annat musik till ett par belgiska filmer under 1930-talet. Han gjorde även egna skivinspelningar som pianist med en grupp kallad "Henri Wyn et ses Rythmes". Hans verk utgavs åtminstone delvis på kompositören Léon Frings musikförlag "L’art belge", vilket var verksamt 1915-1933.
Det är oklart om denne Henry Wyn är identisk med den person med samma namn vars komposition I'm for You, You're for Me (svensk titel Du och jag) användes i Alice Babs-filmen Swing it, fröken

## Filmmusik
- 1936 - J'ai gagné un million [6]
- 1937 - Le roi soldat

## Övriga kompositioner (urval)
- Carnaval a Paris [7]
- C'est un Accord(e')on qui Chante (tango) [8]
- Son petit béret américain [9]
- Tokyo masquerade [7]